# James Anderson (tennista)
James Outram Anderson (Enfield, 17 settembre 1894 – Gosford, 23 dicembre 1973) è stato un tennista australiano.

## Biografia
Nasce ad Enfield, un sobborgo di Sydney, nel 1894, ultimo di otto fratelli. Nel marzo 1917 si sposa con Maud Irene Whitfield, deceduta successivamente nel 1955.
Si risposa nel '57 con Mabel Little e muore nel 1973 a quasi ottant'anni a Gosford.

## Carriera
Ha ottenuto ottimi risultati al torneo di casa, gli Australian Open. In singolare partecipa a cinque edizioni ottenendo tre vittorie e due semifinali. Nel doppio arriva sempre in finale, vincendo l'edizione 1924. Era dotato di un servizio, che gli portava molti punti sotto forma di ace, e per essere un giocatore aggressivo, pur avendo un rovescio non prestante come il diritto.

Sempre negli anni venti raggiunge la semifinale a Wimbledon e agli U.S. National Championships. Sui campi londinesi riesce a vincere il titolo del doppio maschile nel 1922 insieme all'inglese Randolph Lycett.

In Coppa Davis gioca con la squadra australiana in trentasei match, vincendone 28.

## Finali del Grande Slam

### Singolare

#### Vinte (1)
| Anno | Torneo                       | Avversario in finale | Risultato               |
| 1922 | Australian Championships     | Gerald Patterson     | 6–0, 3–6, 3–6, 6–3, 6–2 |
| 1924 | Australian Championships (2) | Richard Schlesinger  | 6–3, 6–4, 3–6, 5–7, 6–3 |
| 1925 | Australian Championships (3) | Gerald Patterson     | 11–9, 2–6, 6–2, 6–3     |